# Oskars Kalpaks
Oskars Kalpaks (født 6. januar 1882 i Meirāni i Guvernement Livland, død 6. marts 1919 i Airīte i Letland) var øverstbefalende for 1. lettiske uafhængige bataljon, også kendt som "Kalpaks Bataljon".
Kalpaks blev født i en bondefamilie. Efter han besluttede at blive soldat afsluttede han militærskolen i Irkutsk, og begyndte derefter at tjene ved 183. Pultusk infanteriregiment. Han viste talent som kommandant og heltemod i kamp i løbet af 1. verdenskrig og blev tildelt den mest betydningsfulde russiske militærdekoration og udnævnt til regimentskommandør i 1917.
Efter proklamationen af Letlands selvstændighed den 18. november 1918 tilsluttede Kalpaks sig det nyoprettede forsvarsministerium. Han organiserede forsvaret af Livland mod bolsjevikiske angreb. Den 31. december 1918 blev Kalpaks øverstkommanderende for alle de væbnede enheder til rådighed for den provisoriske regering i Letland.
Under hans ledelse blev Letlands første væbnede formationer kampduelige. Den 28. februar 1919 tildeltes Kalpaks rang af oberst. Fra januar til marts 1919 kæmpede 1. lettiske uafhængige bataljon sammen med det tyske 4. reservekorps for at afvise de bolsjevikiske angreb ind i Kurland, og dette blev starten på den lettiske krig for uafhængighed. Den 6. marts 1919 nær Airīte blev Kalpaks dræbt i en træfning med styrker fra de tyske frikorps.
Efter sin død blev Kalpaks posthumt tildelt Letlands højeste militære orden – Lāčplēsisordenen, af både 1., 2. og 3. klasse.